# Леонид Татищев
Леонид Александрович Татищев (на руски: Леонид Александрович Татищев) е руски офицер, генерал-лейтенант. Участник в Руско-турската война (1877-1878).

## Биография
Леонид Татищев е роден на 3 май 1827 г. в Москва в семейството на потомствен дворянин. Ориентира се към военното поприще. Завършва Школа за гвардейски подпрапорщици и кавалерийски юнкери с производства в първо офицерско звание корнет и назначение в лейбгвардейския Хусарски полк (1845).
Участва в Унгарския поход (1848 – 1849). Служи като командир на 5-и Александрийски хусарски полк и 2-ри Павлоградски Хусарски полк (1863, 1865). Военен началник на Мариупол. Назначен е за флигел-адютант и е повишен е във военно звание генерал-майор от 1866 г. Командир на 6-а кавалерийска дивизия (1875).
Участва в Руско-турската война (1877-1878). Назначен е за командир на 11-а кавалерийска дивизия с повишение във военно звание генерал-лейтенант от 1876 г. Началник на Чаиркьойския отряд. Отличава се в битката при Чаиркьой и е награден със златно оръжие „За храброст“.
Умира на 5 август 1881 г. в Санкт Петербург.